# Reinaldo Paseiro Rodríguez
Reinaldo Paseiro Rodríguez (* 1. Februar 1925 in Havanna; † 11. Juni 1973 ebenda) war ein kubanischer Radrennfahrer.
Er trat im Zeitfahren und bei den Sprint-Veranstaltungen auch bei den Olympischen Sommerspielen 1948 an. Mitte der 1950er Jahre schied er aus dem aktiven Sport aus und übernahm die Rolle des Trainers und Direktors in der kubanischen Sportbewegung. 1961 gründete er eine Fahrradakademie. Er wurde zum nationalen Kommissar für diesen Sport ernannt und förderte den Radsport in den frühen Tagen des revolutionären Sports in Kuba. Er war Initiator der 1. Kuba-Rundfahrt 1964, die er viele Jahre lang in verschiedenen Funktionen begleitete.

## Palmarès
- Im Alter von 21 Jahren gewann er 1946 bei den Juegos Centroamericanos y del Caribe das Zeitfahren in Kolumbien mit einer Zeit von 1: 11,6 Minuten.
- 1948 fuhr er für Kuba bei den Olympischen Sommerspielen.
- 1950 fuhr er bei den zentralamerikanischen und karibischen Spiele in Guatemala, wo er mit einer Zeit von 1: 14,8 Minuten gewann, gefolgt von Oscar Layne und Compton Gonsalves. Er gewann eine Silbermedaille in der Mannschaftsverfolgung, zusammen mit Oscar Hevia, Leopoldo Posada und Leonardo Rodríguez.

Der Velódromo Nacional Reinaldo Paseiro ist nach ihm benannt.